# 8 Armia (Wielka Brytania)
8 Armia (ang. Eighth Army) – jedna z najbardziej znanych formacji brytyjskich podczas II wojny światowej, walcząca w Afryce Północnej i na Półwyspie Apenińskim.
Była to formacja brytyjska, zawsze dowodzona przez brytyjskich oficerów, jednakże w jej skład wchodziły jednostki z całego Imperium Brytyjskiego, jak również z krajów znajdujących się pod okupacją niemiecką, przede wszystkim z Polski i Francji. 
Wyróżniającymi się jednostkami 8 Armii były: 5 Korpus, 10 Korpus, 13 Korpus, 30 Korpus, 1 Korpus Kanadyjski oraz 2 Korpus Polski.

## Organizacja
8 Armia została sformowana we wrześniu 1941 roku z sił brytyjskich stacjonujących w Egipcie. Dowodzenie objął wówczas generał porucznik Sir Alan Cunningham. Numeracja taka wywodziła się stąd, że na początku wojny, w latach 1939–1940, Brytyjczycy sformowali Brytyjski Korpus Ekspedycyjny, zaś Francuzi siedem armii. 
Na początku swego istnienia armia składała się z dwóch wielkich jednostek wojsk lądowych: XXX Korpusu pod dowództwem generała-porucznika Charlesa Norriego i XIII Korpusu generała-porucznika Reade'a Godwin-Austena. 
W skład XXX Korpusu wchodziły 7 Dywizja Pancerna (dowódca generał-major William Gott), 1 Południowoafrykańska Dywizja Piechoty (dowódca gen-mjr George Brink) oraz 22 Brygada Gwardii. XIII Korpus składał się z 4 Hinduskiej Dywizji Piechoty (dowódca gen-mjr Frank Messervy), 2 Nowozelandzkiej Dywizji Piechoty (dowódca gen-mjr Bernard Freyberg) i 1 Brygady Czołgów. Dowództwu 8 Armii podporządkowany został garnizon miasta Tobruk (brytyjska 70 Dywizja Piechoty gen-mjra Ronalda Scobiego oraz Samodzielna Brygada Strzelców Karpackich). W rezerwie armijnej pozostawała 2 Południowoafrykańska Dywizja Piechoty. Razem stanowiło to siły siedmiu dywizji.
Do czasu, gdy 8 Armii przyszło po raz drugi walczyć pod El Alamein, liczyła już ponad 220 tysięcy żołnierzy w dziesięciu dywizjach i kilku samodzielnych brygadach.

## Kampanie

### Afryka Północna

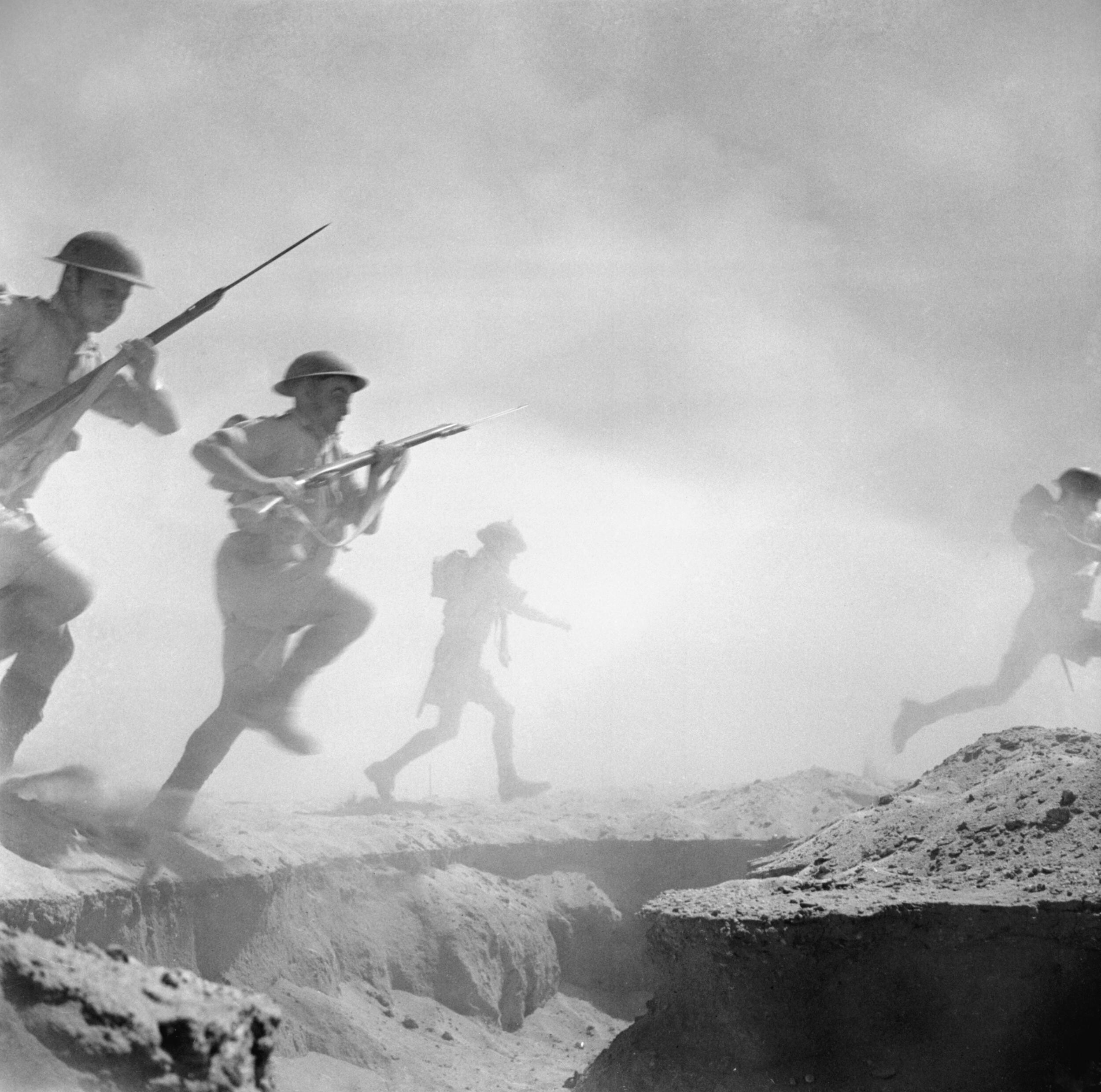
Natarcie piechoty 8 Armii w czasie bitwy pod El Alamein

8 Armia po raz pierwszy weszła do akcji w ramach operacji Crusader, mającej na celu przerwanie frontu niemiecko-włoskiego i oswobodzenie załogi oblężonego Tobruku, kiedy to – 17 listopada 1941 roku – przekroczyła granicę egipsko-libijską i uderzyła na siły Afrika Korps Erwina Rommla.
26 listopada naczelny dowódca sił brytyjskich na Bliskim Wschodzie, generał Sir Claude Auchinleck, pozbawił dowództwa Cunninghama i zastąpił go generałem-majorem Neilem Ritchie. Mimo pewnych sukcesów taktycznych Rommel został zmuszony pod koniec roku 1941 do zdjęcia oblężenia Tobruku i wycofania się do El Agheila. Jednak w lutym 1942 Rommel przegrupował swe siły i zmusił 8 Armię do odwrotu na linię obrony pod Gazalą, nieco na zachód od Tobruku. Obie strony przystąpiły teraz do wzmacniania sił, ale Rommel pierwszy przejął inicjatywę i zmusił Brytyjczyków do opuszczenia pozycji pod Gazalą. 
Ritchie okazał się niezdolny do powstrzymania Rommla, został więc odwołany, a dowodzenie armią przejął osobiście Auchinleck. Armia Pancerna Afrika została ostatecznie zatrzymana przez Auchinlecka w I bitwie pod El Alamein. Auchinleck, mający zamiar przegrupować siły 8 Armii, zbyt rozproszone w czasie akcji przeciw Rommlowi, znalazł się pod silnym naciskiem ze strony Churchilla, który domagał się natychmiastowego uderzenia. Okazało się wkrótce, że nie jest w stanie wykorzystać swego sukcesu pod El Alamein, został więc w sierpniu 1942 roku odwołany ze stanowiska dowódcy sił na Bliskim wschodzie i zastąpiony przez generała Alexandra, zaś dowódcą 8 Armii został gen-por William Gott. Gott zginął w katastrofie lotniczej, gdy zmierzał do objęcia stanowiska i w ten sposób dowódcą armii został gen-por Bernard Law Montgomery. Alexander i Montgomery zdołali oprzeć się naciskom Churchilla i zwiększyli siłę armii, dodając do istniejących korpusów (XIII i XXX) silną formację pościgową, a mianowicie X Korpus.
Na początku listopada 1942 roku 8 Armia pokonała Rommla w decydującej II bitwie pod El Alamein, a następnie ruszyła w pościg za uchodzącymi wojskami Osi, osiągając w lutym 1943 niemiecką linię obrony na granicy z Tunezją, gdzie dowodzenie operacyjne przejęła 18 Grupa Armii. W marcu 8 Armia Mareth pokonała – wespół z 1 Armią, działającą w Tunezji od listopada 1942 – wojska Osi i w maju zmusiła je do kapitulacji.

### We Włoszech

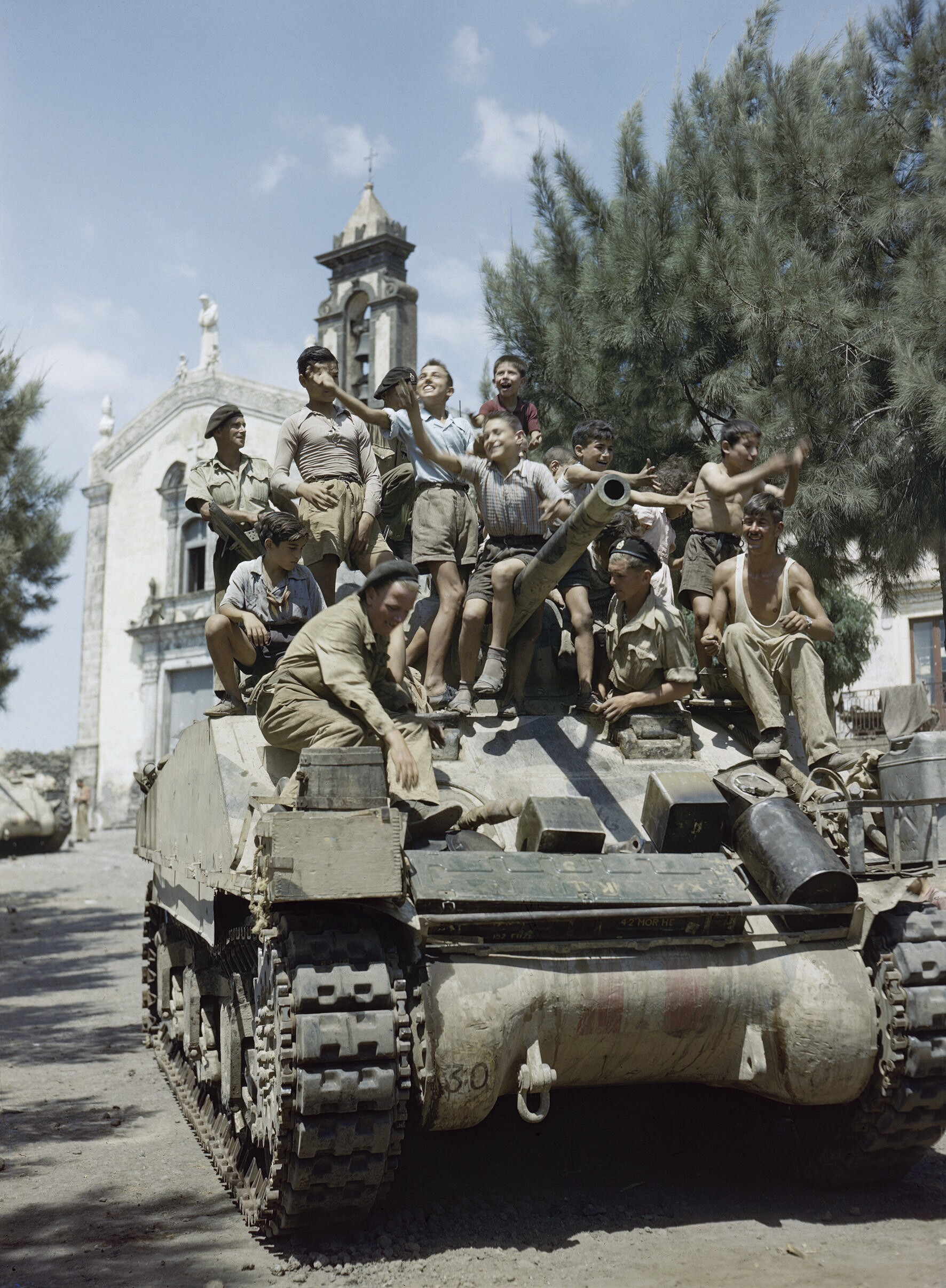
Czołgi 8 Armii w czasie wyzwolenia Katanii

8 Armia wzięła udział w kampanii włoskiej, którą zapoczątkowała operacja Husky, czyli lądowanie na Sycylii siłami 8 Armii i amerykańskiej 7 Armii. Gdy alianci podjęli decyzję o lądowaniu na Półwyspie Apenińskim pododdziały 8 Armii przeprowadziły desant na „czubku włoskiego buta” (operacja Baytown) i w Tarencie (operacja Slapstick). Po połączeniu się na lewym skrzydle z oddziałami amerykańskiej 5 Armii, która lądowała pod Salerno na zachodnim wybrzeżu na południe od Neapolu, 8 Armia kontynuowała walkę z Niemcami posuwając się na północ na wschodnim skrzydle wojsk alianckich.
Z końcem roku 1943 generał Montgomery został odwołany do Anglii w związku z przygotowaniami do lądowania w Normandii, a dowodzenie 8 Armią przejął gen-por Oliver Leese. 

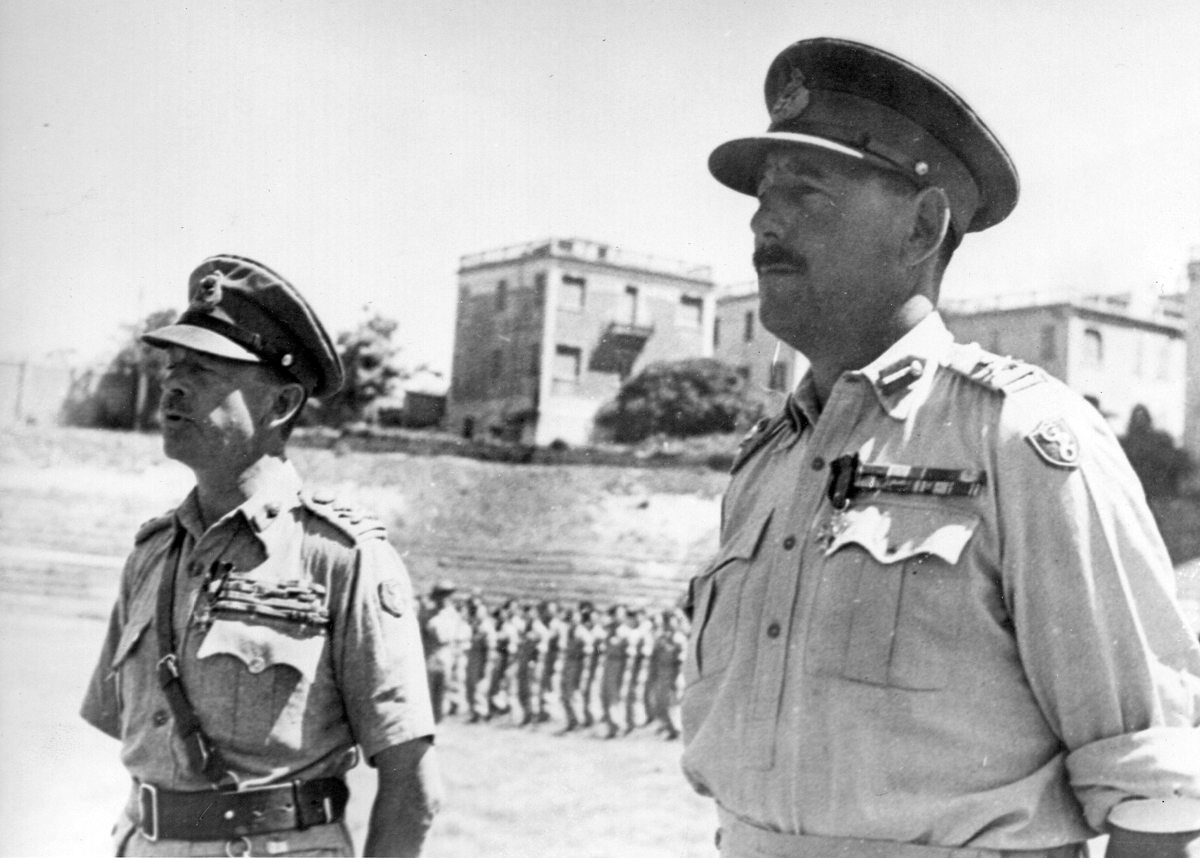
Marszałek Alexander i dowódca 8 Armii generał Leese wizytujący polskie oddziały po bitwie o Ankonę (zwracają uwagę: polski order Virtuti Militari V klasy i naramienne „Syrenki warszawskie”, godła 2 Korpusu Polskiego)

Po trzech nieudanych próbach przełamania przez oddziały 5 Armii amerykańskiej umocnień linii Gustawa, 8 Armia została w kwietniu 1944 przerzucona znad Adriatyku na zachodnie stoki Apeninów w celu przygotowania zmasowanego uderzenia – wraz z 5 Armią – i przedarcia się do Rzymu. Ta czwarta bitwa o Monte Cassino zakończyła się zwycięstwem, po którym 8 Armia wkroczyła do środkowych Włoch, a 5 Armia wkroczyła, w początkach czerwca do Rzymu.
Letnia ofensywa zakończyła się zdobyciem Florencji, po czym siły alianckie zatrzymały się przed linią Gotów. 8 Armia wróciła na wybrzeże Adriatyku, gdzie udało jej się przełamać umocnienia niemieckie (w walkach o Ankonę ponownie wyróżnił się 2 Korpus Polski), ale do końca roku nie udało się Aliantom wedrzeć do doliny Padu. W październiku Leese został skierowany do Południowowschodniej Azji, a jego obowiązki przejął gen-por Sir Richard McCreery.
W czasie ofensywy wiosennej 1945 roku 8 Armia – w stałej kooperacji z amerykańską 5 Armią – zdołała zniszczyć wiele elementów niemieckiej Grupy Armii C broniącej Bolonii, przy czym 2 Korpus Polski wkroczył do miasta jako pierwszy, wyprzedzając Amerykanów. Po zdobyciu Bolonii szybko opanowano północne Włochy i wkroczono do Austrii. Problemy pojawiły się, gdy oddziały brytyjskie napotkały partyzantów jugosłowiańskich. Siły Tito opanowały i miały zamiar zaanektować Wenecję Julijską. Dopiero 2 maja 2 Dywizja Nowozelandzka zdołała wyzwolić Triest i opanować sytuację.
8 Armia zakończyła swój szlak bojowy w Austrii przekształcona w Brytyjskie Siły Okupacyjne w tym kraju.

## Dowódcy 8 Armii 1941-45
1. gen-por Alan Cunningham: 9 września – 26 listopada 1941
2. gen-mjr Neil Ritchie: 26 listopada 1941 – 25 czerwca 1942
3. gen Claude Auchinleck: 25 czerwca – 13 sierpnia 1942
4. gen-por Bernard Law Montgomery: 13 sierpnia 1942 – 29 grudnia 1943
5. gen-por Oliver Leese: 29 grudnia 1943 – 1 października 1944
6. gen-por Richard McCreery: 1 października 1944 – lipca 1945